# Martin Chales de Beaulieu
Martin Franz Chales de Beaulieu (né le 11 novembre 1857 à Francfort-sur-l'Oder et mort le 27 avril 1945) est un général d'infanterie prussien de la Première Guerre mondiale.

## Biographie

### Famille
Il est le fils du juge en chef privé Eduard Chales de Beaulieu (mort en 1891) et de son épouse Karoline, née Lehmann (morte en 1896). Le 17 octobre 1891, Chales de Beaulieu épouse à Berlin Margarethe von Bergemann (née en 1868), fille du lieutenant général prussien et commandant de la Maison des Invalides de Berlin, Bernhard von Bergemann (1838-1922),

### Carrière militaire
Après avoir obtenu son diplôme d'études secondaires le 25 janvier 1877, Chales de Beaulieu rejoint le 2e régiment de grenadiers de la Garde de l'armée prussienne en tant que soldat.
Il est considéré comme un officier extrêmement compétent et est chef de département du grand état-major lorsqu'il est promu en 1904 de la direction générale de la campagne contre le soulèvement des Héréros sous la direction du colonel-général Alfred von Schlieffen, chef d'état-major général du haut commandement de la force de protection allemande à Okahandja (Sud-Ouest africain allemand). Sous le commandement du lieutenant-général Lothar von Trotha, il a le grade de lieutenant-colonel. Sa vive opposition à son supérieur Trotha, connu pour ses guerres brutales et irréfléchies, conduit à une rupture. Trotha le réprimande sévèrement. Peu de temps après avoir reçu la réprimande, Chales de Beaulieu démissionne pour « maladie cardiaque » sur l'avis d'un médecin. Comme le rapporte le capitaine Maximilian Bayer, qui est ami avec lui et est également membre du haut commandement de la force de protection allemande, il rencontre Chales de Beaulieu, qui souffre de maladie et qui veut rentrer chez lui via la ville portuaire de Swakopmund (26 août 1914).
Le 25 juin 1913, le général de division Chales de Beaulieu devient commandant de la 12e division d'infanterie à Neisse.
Au début de la Première Guerre mondiale, en août 1914, il dirige sa division au sein du 6e corps d'armée sur le front occidental. La division soutient l'attaque de Virton et participe aux combats de Varennes-Montfaucon lors de l'avancée de l'Argonne. S'ensuit une guerre de tranchées près de Saint-Menehould, Souain et Malancourt jusqu'à la fin de 1914. Chales de Beaulieu dirige également la division lors de la bataille hivernale de Champagne en février 1915. Du 12 août 1916 au 5 septembre de l'année suivante, il dirige le 14e corps d'armée en tant que lieutenant général et général commandant. Au cours de l'été 1917, le corps est transféré en Flandre et, début juillet 1917, est utilisé comme « Groupe Dixmuiden » lors de la troisième bataille d'Ypres pour se défendre contre les attaques françaises et anglaises entre Dixmuiden et Langemark.
Décoré de l'Ordre Pour le Mérite, Chales de Beaulieu est relevé de ses fonctions le 5 septembre 1917 et transféré dans les officiers de l'armée. Il présente ensuite sa démission, qui est approuvée le 3 janvier 1918, et lui confère le grade de général d'infanterie et l'Ordre de la Couronne, 1re classe avec épées.

## Récompenses
- Ordre de l'Aigle rouge de 2e classe avec feuilles et couronne de chêne[9]
- Croix de décoration du service prussien[9]
- Ordre du Mérite militaire bavarois de 3e classe avec épées[9]
- Officier de l'ordre d'Albert avec épées[9]
- Commandeur de l'ordre de la Chambre du Faucon blanc[9]
- Commandant de 1re classe de l'ordre de la Maison Ducale de Saxe-Ernestine[9]
- Croix d'honneur de l'ordre de la Couronne de Wurtemberg avec épées[9]
- Croix de chevalier de 1re classe de l'ordre de Frédéric[9]
- Croix d'officier de l'ordre des Saints-Maurice-et-Lazare[9]
- Croix d'officier de l'ordre de la Couronne d'Italie[9]
- Croix de chevalier de l'ordre impérial de Léopold[9]
- Ordre de la Couronne de fer de 3e classe[9]
- Chevalier de l'ordre de François-Joseph[9]
- Commandeur de l'ordre de la Couronne de Roumanie[9]
- Croix de fer (1914) de 2e et 1re classe